# ألعاب سودانية

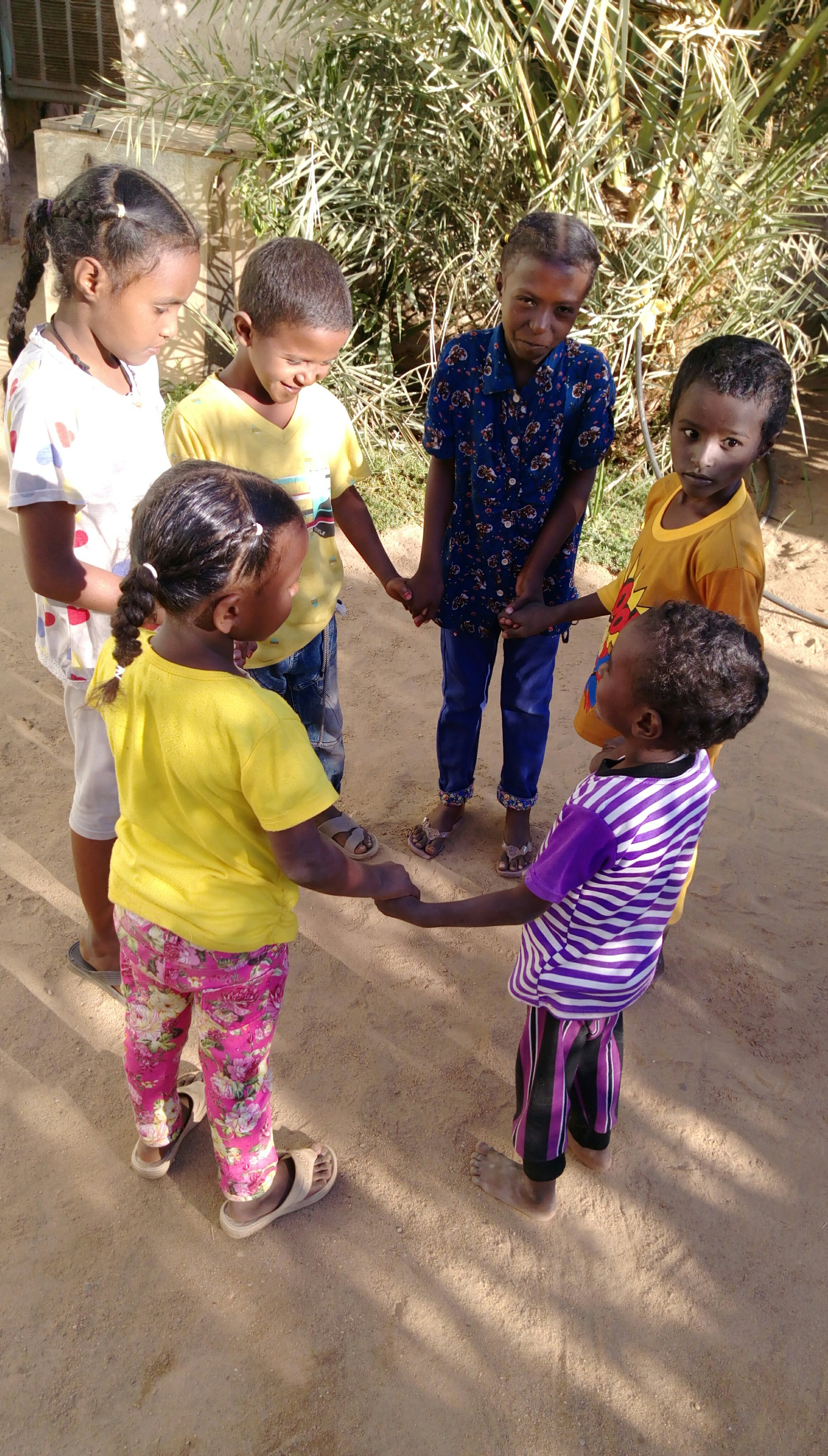

لعبة الفات وفات:وهي لعبة شعبية سودانية بحيث يصنع اللاعبون دائرة كبيرة يجلسون عليها ويبدأ اللعب بشخص واحد يبدا الدوران حول الجالسين ويغني (الفات وفات) ويرد عليه الجالسون ( وفي ايدينو) سبعة لفات والجبة وقعت في البير وصاحبها..الخ الاغنية, وعندما يرمي اللاعب القماش التي يحلها علي يده علي احد الجالسين، يجب ان ينهض ويركض في دائرة ويلمسه بقطعة القماش قبل ان يحل محلة ويجلس،فاذا رمي علي القماش قبل وصول المكان الشاغر، يكون اللاعب قد خسر ويخرج من اللبعة ولو تمكن من الجلوس في المكان الشاغر، يواصل اللاعب اللعبه من جديد ليرمي القماش علي لاعب اخر..وتبدا من جديد بالاغنية(الفات وفات)هنالك العديد من الألعاب الشعبية السودانية تمارس من قبل الأطفال والشباب الذكور وفي مراحل سنية محددة، ويلاحظ ان هذه الألعاب في مجملها تهدف الي تحقيق روح الجماعة وتعزيزها وتنمية المهارات الفردية للاطفال وتحقيق الترابط فيما بينهم ومثال ذلك

## لعبة شليل

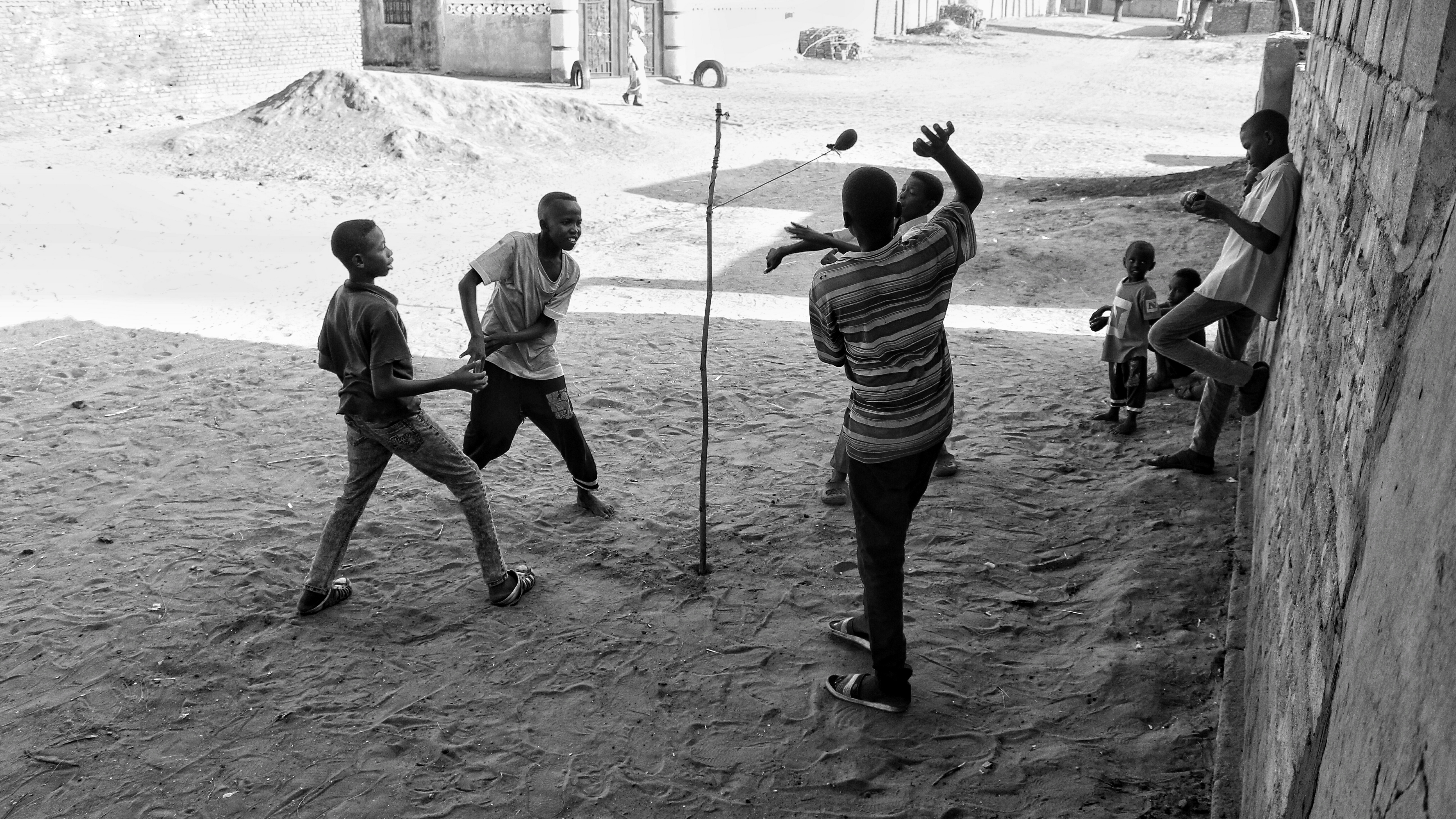
أطفال يلعبون /السودان

وهي لعبة يصاحبها نوع من الترنيم والغناء، شليل وينو اكلو الدودو، شليل وين راح اكلو التمساح.
وشليل هو عبارة عن عظمة وغالبا مايتم اختيار عظمة ساق الماعز أو الظان. تكون اللعبة غالبا في الليالي القمرية حيث ضوء القمر ساطعا حيث تبدأ اللعبة بتجمع الأطفال خلف رامي شليل (العظمة) الذي يقف في دائرة أو مايعرف ب (الميس) ويقوم بقذفها بعيدا عنهم دون أن يري أحدهم مكان سقوطها ثم تبدا رحلة البحث عن شليل ومن يجدها يأخذها في يده ويخفيها دون أن تظهر لاي واحد منهم ويقوم بوضعها بمراوغة الجميع حتي يصل الدائرة أو الميس ويصيح مرة أخرى (شليل وينو اكلو الدودو، شليل وين راح اكلو التمساح وبذلك تنتهي اللعبة وتبدا دوره جديده.

## كوركعت (لعبة الاستغماية)

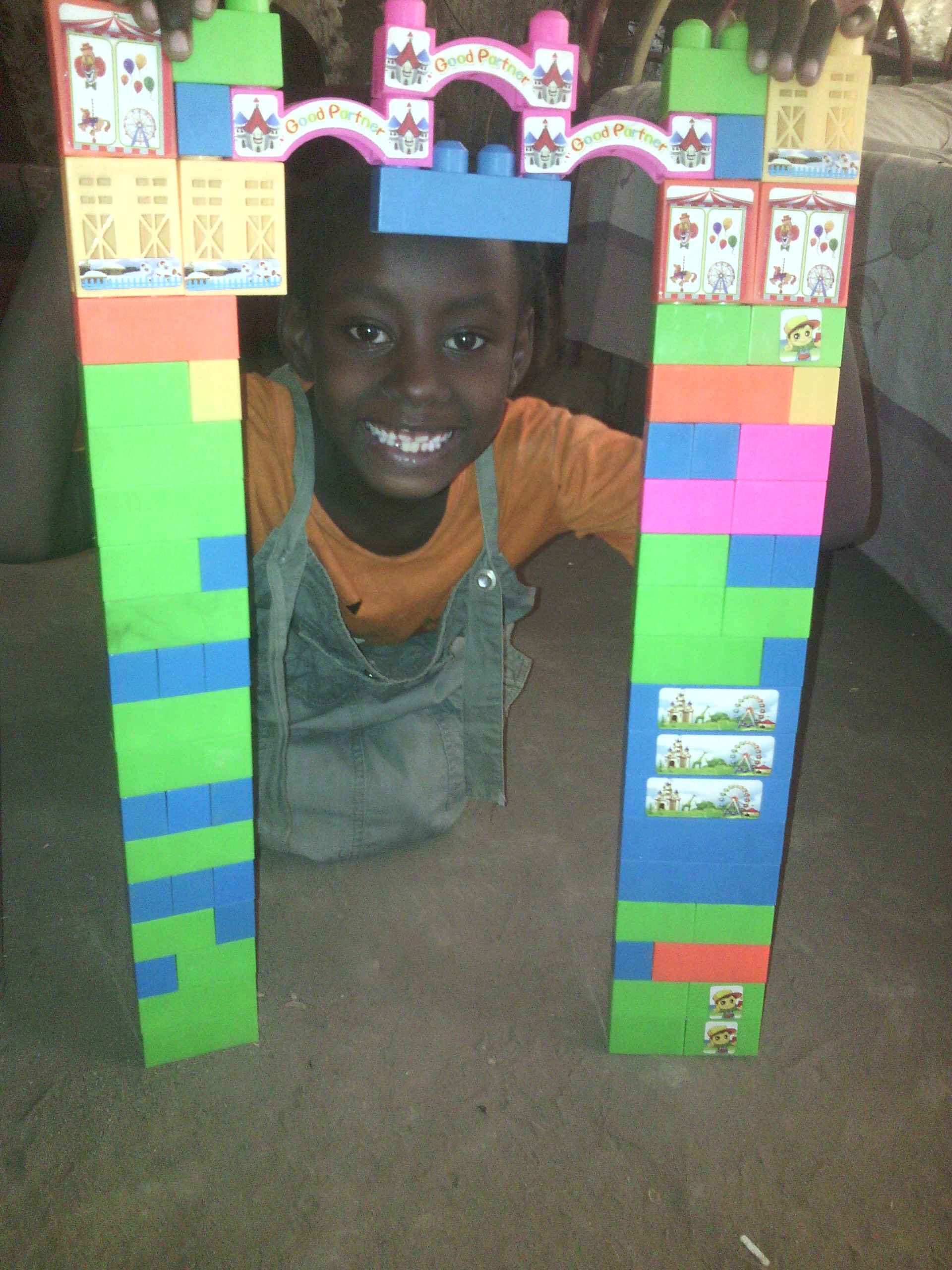

وهي لعبة تمارس في كل أنحاء العالم وتحمل أسماء مختلفة، حيث تقوم مجموعة من اللاعبين بالاختفاء في مكان معين ويقوم لاعب مختار بالبحث عن اللاعبين المختفين، والفائز الذي يستطيع أن يحرز اين اختفي اللاعبين الآخرين.
ففي السودان يمسي مكان بداية اللعبة (بالميس)ويسمي اللاعب الموجود في (الميس) بالحارس ويقوم اللاعبين بالانطلاق من (الميس) والاختفاء في أنحاء مختلفة في داخل السكن أو خارجه أو في أنحاء مختلفة في القرية أو الفريق، وعلي حارس الميس أن يقبض علي اللاعبين المختفين واحضارهم الي (الميس) ليبدأ هو أيضا في دوره في الاختفاء.
وعادة ماتمارس هذه اللعبة أيضا في الأيام المقمرة من أيام الشهر.

## ألعاب الفتيات

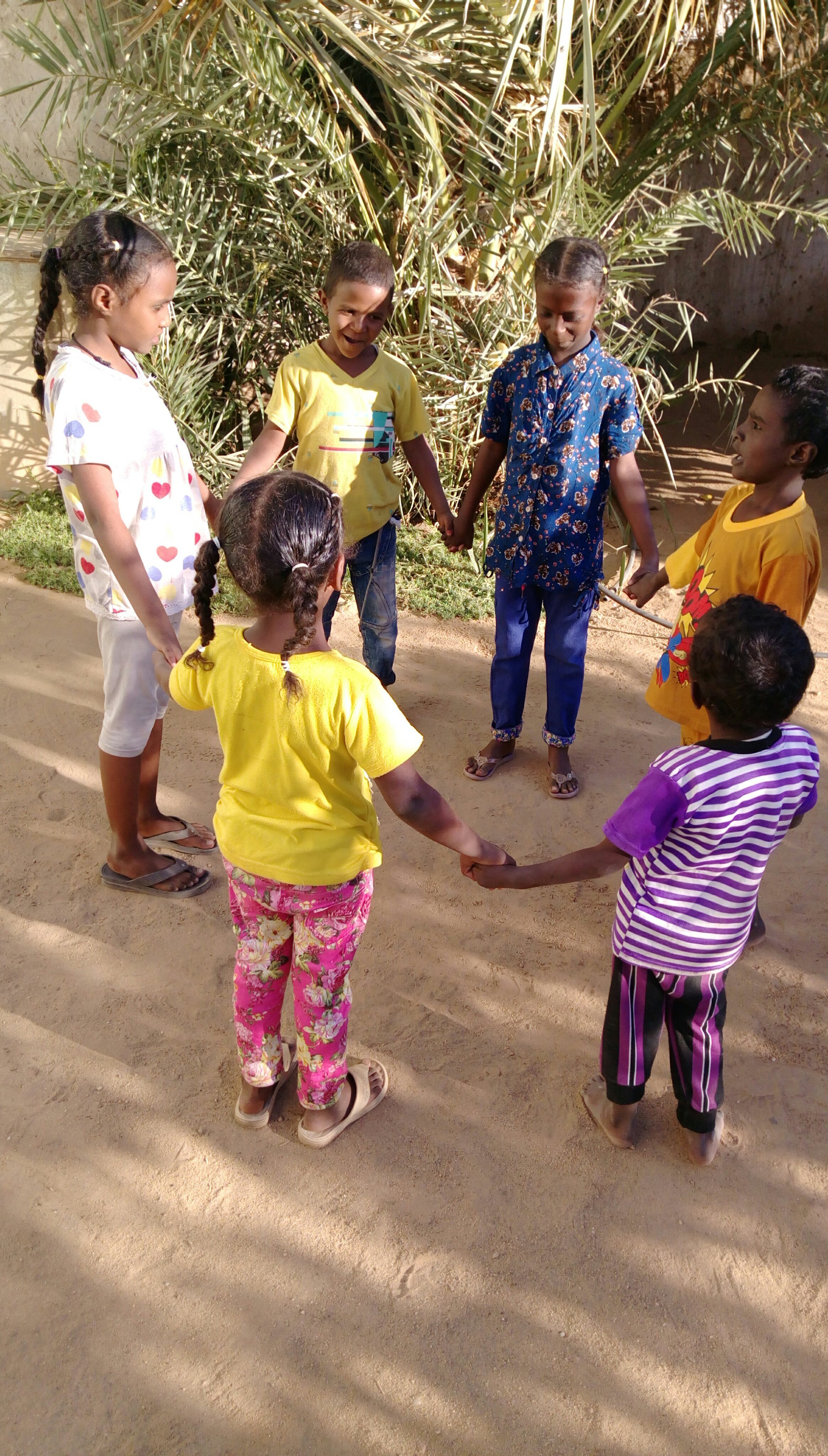
لعب أطفال السودان.

هناك العديدة من الألعاب تمارسها وتشابه غيرها من الألعاب تمارسها الفتيات في كثير من المجتمعات، تخلتف في التسمية وبعض النشاطات ولكنها في النهاية تؤدي دورا واحدا.

## الدمية

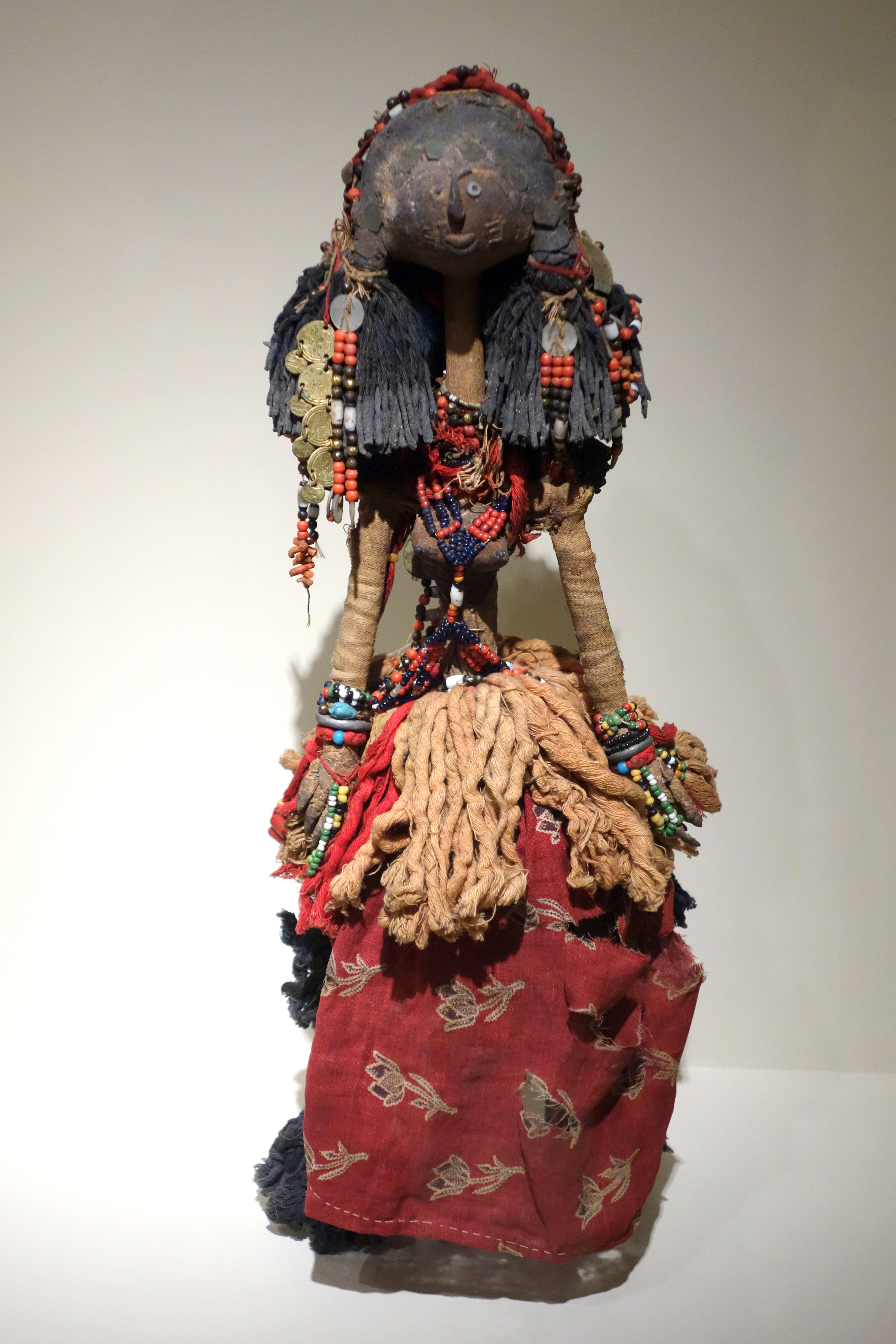

العروسة هي لعبة من القماش وهي عادة ما تصنع من بقايا الاقمشة القديمة ويتم صنع دعائمها من القصب (ذجع نبات الذرة)حتي تكون قوية وثابته ويملئ الجسم بالقطن ويتم تلوينها بالألوان العادية أو الحناء.
```
ويصنع الشعر من بقايا الشعر الخارج عند التسريح ويثبت بابرة أو صمغ
```

## الحجلة

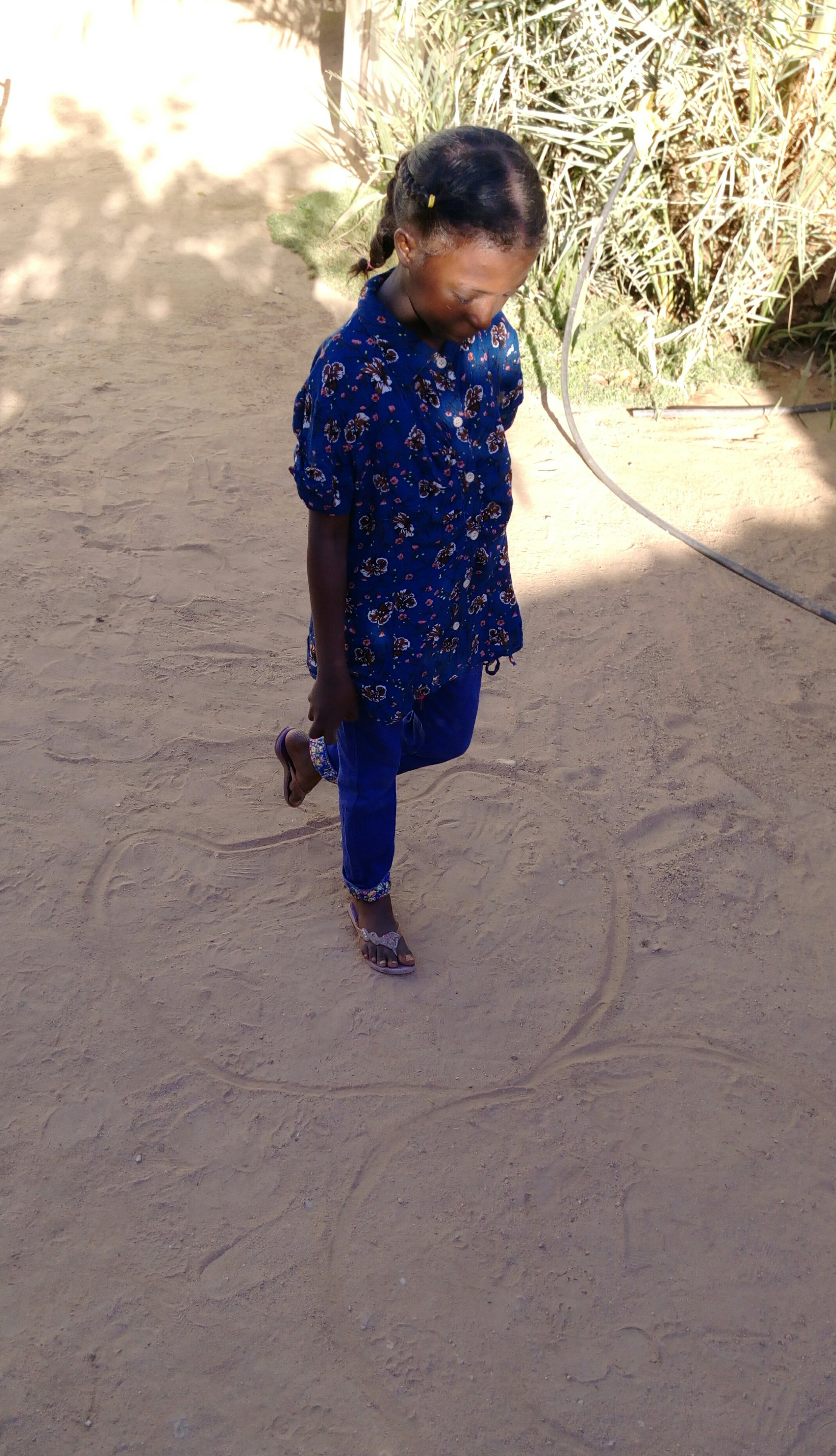
لعبة الحجلة

لعبة «للبنات غالباً» مكونة من اثنين إلى أربعة أشخاص وثمانية مربعات ترسم على الأرض (يمكن زيادة اللاعبين والمربعات لتكون أصعب)، سواء كان تخطيط في التراب أو بطباشير على البُلاط (سيراميك)، يضع اللاعب الحجر على المربع الأول ثم يقفز برجل واحدة فقط بشرط الا ينزل رجله أو يلمس الخط والا يمر بالمربع الذي به الحجر إلى أن ينتهى من الثمانية مربعات (هنا ينزل رجله كفترة راحة) ثم يرفعها مره أخرى ويرجع عكسياً، يأخذ الحجر ويرميه في المربع الثاني وأيضا يبدأ بالقفز عليهم عدا المربع الثاني وهكذا إلى أن ينتهى من وضع الحجر بكل المربعات في كل مره، بعد ذلك يدير ظهره للعبة ويرمى الحجر وحيثما وقع يكون ذلك المربع بيته «يمكنه فرض اى شروط على منافسيه فيه».. ويجب عليك زيادة عدد البيوت لتفوز على منافسيك.